# Bioko-Norte
La province de Bioko-Norte est l'une des sept provinces de la Guinée équatoriale. Elle est la deuxième province du pays en termes d'habitants.

## Géographie
La province se situe dans le golfe de Guinée au nord de l'île de Bioko à une quarantaine de kilomètres des côtes camerounaises. 
Au large de la côte nord-est se trouve l'île inhabitée de Islote Horacio, équipée d'un phare.

## Organisation territoriale
Elle se compose de deux districts:
- District de Baney
- District de Malabo

Elle possède quatre villes, à savoir Malabo, Baney, Rebola et depuis 2011, Sipopo.

## Démographie
| 1983   | 1994   | 2001    | 2013    |
| ------ | ------ | ------- | ------- |
| 46 221 | 75 137 | 231 428 | 181 528 |